# Brignogan-Plage
Brignogan-Plage è stato un comune francese di 870 abitanti situato nel dipartimento del Finistère nella regione della Bretagna. Il 1º gennaio 2017 si è fuso con Plounéour-Trez per formare il comune nuovo di Plounéour-Brignogan-plages di cui è capoluogo. 

## Società

### Evoluzione demografica
Abitanti censiti